# Super Dragon Ball Z
Super Dragon Ball Z (超 スーパードラゴンボールZ  Cho Doragon Boru Zetto?) es una conversión de un videojuego arcade, desarrollado por la empresa Crafts & Meister, que ofrece una jugabilidad similar a la vista en la serie Street Fighter, pero con personajes extraídos del mundo creado por Akira Toriyama.

## Características
La versión arcade original de Super Dragon Ball Z ofrecía 9 personajes, pero se dobló la cifra para el estreno en PlayStation 2. Como es un juego arcade, se limita inexcusablemente en combates cuerpo a cuerpo y a distancia, dejando de lado el argumento cronológico de la serie. Los gráficos del juego son cel-shading, y plasman la estética de la serie con modelados con trazados gruesos y escenarios dibujados a mano que es posible destruir con sus ataques. Salió a la venta el 14 de julio de 2006 en Europa.
El juego presenta diversas características y curiosidades. La primera de ellas es que Akira Toriyama, el creador de Dragon Ball, participó activamente en el proyecto y se encargó de realizar a Mecha Freezer en exclusiva para este videojuego. Noritaka Funamizu, máximo responsable del proyecto, fue productor de la serie de videojuegos Street Fighter, de ahí que tengan una jugabilidad y técnica prácticamente idénticas. Además, el juego ofrece gran dosis de personalización, de modo que el jugador puede personalizar y ajustar el personaje al gusto colocando o descartando técnicas y ataques.

## Personajes disponibles
- Son Goku
- Son Gohan (etapa Cell)
- Vegeta (etapa Cell)
- Piccolo
- Trunks (futuro)
- Krilin
- A-16
- A-17
- A-18
- Cell (forma perfecta)
- Freezer
- Chichi (adulta)
- Mecha Freezer
- Ultimate Gohan (armado con la Espada Z del Planeta de los Dioses, etapa Majin Boo)
- Majin Boo
- Majin Vegeta
- Videl
- Piccolo Daimaoh (padre de Piccolo)

## Escenarios disponibles
- Torneo Mundial de las Artes Marciales
- Atalaya de Kami/Tierra Sagrada de Karin
- Capital del Este
- Páramos del Yermo
- Planeta Kaio
- Estación de ingreso/Infierno

## Modos de juego

### Original
Modo principal del juego, en el que el jugador debe ganar varias rondas a un adversario para obtener la victoria. Cada combate ganado se traduce en una bola de dragón que se puede coleccionar. Al final del recorrido, con las siete bolas de dragón recopiladas, es posible pedir un deseo al dragón Shenron. El último combate es contra Cell, cuya presentación viene dada con una secuencia.

### Z Survivor
Es el típico supervivencia, en el que el jugador va disputando y ganando combates con el fin de mejorar la experiencia del luchador seleccionado. Tras cada victoria, aparece una ruleta con bonus dentro como ataque, defensa o bolas de dragón, para utilizarlos en el siguiente combate. La dificultad aumenta conforme se avanza en este modo.

### Customize
Aquí el jugador puede crear tarjetas de personajes para un personaje en cuestión, y a medida que gana combates, se obtiene experiencia y bolas de dragón. Cuando se tiene suficiente experiencia, se puede acceder al árbol de las habilidades, en el que es posible elegir unas técnicas y descartar otras consiguiendo resultados de los más dispares. Es conveniente crear varias tarjetas para un mismo luchador, pues la base no será comparable al poseer distintas destrezas y habilidades. Un profundo y atractivo modo en el que, probablemente, sea el que mayor tiempo del juego dedique el jugador configurando parámetros.

### Dragon Summoning
Cuando el jugador tenga en su poder las siete bolas de dragón con un perfil, puede acudir aquí para pedir un deseo. Estas plegarias se traducen en nuevos personajes, indumentarias extra, técnicas especiales, voces adicionales, entre otros muchos extras desbloqueables.

## Recepción
El juego recibió generalmente críticas mixtas desde su lanzamiento.